# Dyschoriste oligosperma
Dyschoriste oligosperma là một loài thực vật có hoa trong họ Ô rô. Loài này được (Steenis) Bremek. mô tả khoa học đầu tiên năm 1948.